# Passeport qatarien
Le passeport qatarien est un document de voyage international délivré aux ressortissants qatariens, et qui peut aussi servir de preuve de la citoyenneté qatarienne.

## Liste des pays sans visa ou visa à l'arrivée
Tunisie 🇹🇳